# Jeff Borowiak
Pour les articles homonymes, voir Borowiak.
Jeff Borowiak, né le 25 septembre 1949 à Berkeley, est un ancien joueur de tennis professionnel américain.

## Carrière
Victoire sur le no 1 Jimmy Connors à Las Vegas en mars 1978 (6-3, 6-0).

## Palmarès

### Titres en simple messieurs
| No | Date       | Nom et lieu du tournoi                         | Catégorie | Dotation  | Surface         | Finaliste              | Score         |  |
| -- | ---------- | ---------------------------------------------- | --------- | --------- | --------------- | ---------------------- | ------------- |  |
| 1  | 15-04-1974 | Tournoi de tennis de Charlotte, Charlotte (NC) |           | 50 000 $  | Terre (ext.)    | Dick Stockton          | 6-4, 5-7, 7-6 |  |
| 2  | 18-11-1974 | Tournoi de tennis d'Oslo, Oslo                 |           | NC $      | NC              | Karl Meiler            | 6-3, 6-2      |  |
| 3  | 02-02-1977 | Tournoi de tennis de Dayton, Dayton            |           | 50 000 $  | Moquette (int.) | Buster Mottram         | 6-3, 6-3      |  |
| 4  | 04-07-1977 | Suisse Open, Gstaad                            |           | 75 000 $  | Terre (ext.)    | Jean-François Caujolle | 2-6, 6-1, 6-3 |  |
| 5  | 15-08-1977 | Rothmans Canadian Open, Montréal               |           | 125 000 $ | Dur (ext.)      | Jaime Fillol           | 6-0, 6-1      |  |

### Finales en simple messieurs
| No | Date       | Nom et lieu du tournoi                               | Catégorie | Dotation  | Surface         | Vainqueur        | Score              |  |
| -- | ---------- | ---------------------------------------------------- | --------- | --------- | --------------- | ---------------- | ------------------ |  |
| 1  | 18-10-1971 | Tournoi de tennis de Cologne, Cologne                |           | NC $      | Moquette (int.) | Robert Lutz      | 6-3, 6-7, 6-3, 6-1 |  |
| 2  | 10-07-1972 | Tournoi de tennis de Bretton Woods, Bretton Woods    |           | NC $      | Dur (ext.)      | Cliff Richey     | 6-1, 6-0           |  |
| 3  | 08-04-1974 | La Nouvelle-Orléans/WCT Classic, La Nouvelle-Orléans |           | 50 000 $  | NC              | John Newcombe    | 6-4, 6-2           |  |
| 4  | 14-01-1976 | Atlanta WCT, Atlanta                                 |           | 60 000 $  | Moquette (int.) | Ilie Năstase     | 6-2, 6-4           |  |
| 5  | 09-03-1981 | Robinson's Men's Tennis Open, Tampa                  |           | 75 000 $  | Dur (ext.)      | Mel Purcell      | 4-6, 6-4, 6-3      |  |
| 6  | 23-11-1981 | Tournoi de tennis d'Afrique du Sud, Johannesbourg    |           | 300 000 $ | Dur (ext.)      | Vitas Gerulaitis | 6-4, 7-6, 6-1      |  |

### Titres en double messieurs
| No | Date       | Nom et lieu du tournoi            | Catégorie | Surface      | Partenaire  | Finalistes                      | Score         |  |
| -- | ---------- | --------------------------------- | --------- | ------------ | ----------- | ------------------------------- | ------------- |  |
| 1  | 08-10-1973 | Tournoi de tennis d'Osaka Osaka   |           | Dur (ext.)   | Tom Gorman  | Jun Kamiwazumi Ken Rosewall     | 6-4, 7-6      |  |
| 2  | 18-02-1974 | Hempstead WCT Hempstead           |           | Dur (ext.)   | Dick Crealy | Ross Case Geoff Masters         | 6-7, 6-4, 6-4 |  |
| 3  | 05-08-1974 | Volvo International Bretton Woods |           | Terre (ext.) | Rod Laver   | Georges Goven François Jauffret | 6-3, 6-2      |  |

### Finales en double messieurs
| No | Date       | Nom et lieu du tournoi                        | Catégorie       | Dotation  | Surface         | Vainqueurs                   | Partenaire       | Score         |  |
| -- | ---------- | --------------------------------------------- | --------------- | --------- | --------------- | ---------------------------- | ---------------- | ------------- |  |
| 1  | 18-11-1974 | Tournoi de tennis d'Oslo Oslo                 |                 | NC $      | NC              | Karl Meiler Haroon Rahim     | Vitas Gerulaitis | 6-3, 6-2      |  |
| 2  | 05-10-1975 | Island Holidays Pro Tennis Maui               | Grand Prix      | NC $      | Dur (ext.)      | Fred McNair Sherwood Stewart | Haroon Rahim     | 3-6, 7-6, 6-3 |  |
| 3  | 29-03-1976 | Tournoi de tennis de Caracas Caracas          |                 | NC $      | Terre (ext.)    | Brian Gottfried Raúl Ramírez | Ilie Năstase     | 7-5, 6-4      |  |
| 4  | 02-02-1977 | Tournoi de tennis de Dayton Dayton            |                 | 50 000 $  | Moquette (int.) | Hank Pfister Butch Walts     | Andrew Pattison  | 6-4, 7-6      |  |
| 5  | 31-10-1977 | Open de Paris-Bercy Paris                     | GP World Series | 50 000 $  | Moquette (int.) | Brian Gottfried Raúl Ramírez | Roger Taylor     | 6-2, 6-0      |  |
| 6  | 07-08-1978 | US Men's Clay Court Championship Indianapolis |                 | 175 000 $ | Terre (ext.)    | Gene Mayer Hank Pfister      | Chris Lewis      | 6-3, 6-1      |  |